# Nabu-shuma-ukin II
Nabu-shuma-ukîn II (Nabû-šuma-úkîn o mŠuma-[úkîn], cuyo nombre completo sólo se conoce por la Lista A de reyes, fue un usurpador y, brevemente rey de Babilonia durante un mes y dos días, durante 732 a. C., antes de ser barrido por su sucesor, Nabu-mukin-zeri.

## Biografía
Su reinado fue tan fugaz, que fue omitido por el Canon Ptolemaico. Su contemporáneo asirio fue Tiglatpileser III, que estaba demasiado ocupado con su campaña de Siria, para reaccionar a los acontecimientos políticos. Llegó al poder como gobernador provincial de una provincia desafecta, que dirigió una rebelión contra Nabu-nadin-zeri, el hijo y sucesor de Nabonassar.
Fue depuesto y reemplazado por el jefe caldeo, Nabû-mukin-zēri, de la tribu Bīt-Amukani, en pocas semanas, estableciendo una tendencia en la que pretendientes de la población tradicional babilónica eran desplazados rápidamente por caldeos, como sucedió con Marduk-zakir-shumi II, por Marduk-apal-iddina II en 703 a. C., y con Nergal-ushezib, por Mushezib-Marduk en 692 a. C.